# Warbiza
Warbiza (bulgarisch Върбица) ist eine Stadt in der Oblast Schumen im Osten Bulgariens mit 2.370 Einwohnern (31. Dezember 2022). Warbiza ist zugleich Sitz der gleichnamigen Gemeinde, der Obschtschina Warbiza (Община Върбица). 
Die Stadt liegt in der Donautiefebene zu Füßen des östlichen Vorbalkans zu beiden Seiten des Flusses Gerila.

## Geschichte
Die Gegend wurde bereits im Altertum von Thrakern und Römern besiedelt, Slawen und Bulgaren kamen im frühen Mittelalter an. Man glaubt, dass der erste Herrscher des Ersten Bulgarischen Reiches Asparuch im 7. Jahrhundert Seweren in der Gegend des Warbizapasses ansiedelte mit der Absicht, den Pass zu kontrollieren. Am Pass fand am 26. Juli 811 die Schlacht am Warbiza-Pass statt, während der Krums Streitkräfte die byzantinische Armee besiegten und Kaiser Nikephoros I. töteten und enthaupteten.

## Gegenwart
Die meisten Menschen leben heute von der Land- und Holzwirtschaft sowie von Kleingewerbe.
Die Stadt ist ethnisch und religiös vielfältig. Zusätzlich zu Türken und Pomaken gibt es Roma; außer zum Islam bekennen sich die Menschen zum orthodoxen Glauben. Nur etwas mehr als 15 Prozent der Bevölkerung sind ethnische Bulgaren.